# Pierre-Jules Hetzel
Pierre-Jules Hetzel (Chartres, 1814. január 15. – Monte-Carlo, 1886. március 17.) francia lap- és könyvkiadó.

## Élete
Latinul és franciául tanult 1827-től a párizsi Collège Stanislas-ban, majd 1834-ben Strasbourgban jogi tanulmányokat folytatott. 1836 márciusában hivatalnokként kezdett dolgozni a Paulin kiadónál, 1837-ben pedig kiadót alapított. Az első nagyobb siker Honoré de Balzac műveinek megjelentetése, majd Victor Hugo és Émile Zola könyveit jelentették 1841-ben.
A kezdeti siker ellenére az üzlet nem ment jól. Az 1848-as forradalom után Alphonse de Lamartine kabinetfőnöke, később Louis Eugène Cavaignac tábornok titkára lett, a külügyminisztériumban dolgozott. III. Napóleon 1851 decemberében került hatalomra, menekülésre késztetve a Napóleon-elleneseket. Hetzel elmenekült Franciaországból, és Brüsszelben talált menedéket. 1859-ben tért vissza Franciaországba, 1861-ben telepedett le Párizsban. A következő évben ismét kiadói tevékenységbe kezdett. Új célcsoportként fedezte fel a gyerekeket és a fiatalokat, akik számára eddig csak esetlegesen állt irodalom rendelkezésre.
Hetzel és Jean Macé 1864-ben alapította meg a Magasin d’éducation et de récréation illusztrált magazint. Ez az egész család számára kínált olvasnivalót, de kiemelten az ifjúság, a kamaszok számára. A lapban saját írásai is megjelentek, de számos fontos író regényét közölték folytatásban. Az így közreadott regényeket később könyvként is kiadták. A lap illusztrációit a kor jelentős művészei készítették.
Hetzel sem volt mentes az emberi gyengeségektől. Többen vádolták nárcizmussal. A lap és könyvek illusztrációihoz gyakran maga akart modellt állni, a Sándor Mátyást illusztráló Léon Benett nem is tudott kitérni kérése elől. Ugyanakkor tekinthető ez költséghatékony megoldásnak is.

## Pierre-Jules Hetzel és Verne Gyula

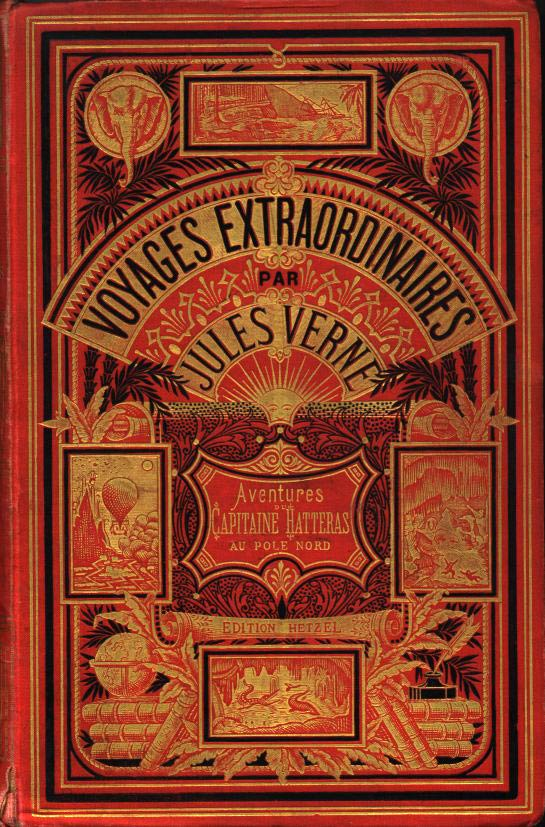
A Hatteras kapitány. A Hetzel-kiadás borítója a jellegzetes, két elefántfejes Különleges utazások felirattal

Hetzel és Jules Verne már ismerte egymást, amikor Verne két regényének keresett kiadót. Az angliai és skóciai utazásról szólót Hetzel elutasította, a másikban néhány módosítást kért. Verne elfogadta a kérést, így jelent meg 1863-ban az Öt hét léghajón regény, ezzel lett Verne befutott, elismert író, Hetzel pedig egyik legjobb házi szerzőjére tett szert. A két férfi munkakapcsolata később baráti viszonnyá nemesedett. Hetzel többször vett részt hosszabb hajóúton Verne vendégeként.
Az Öt hét léghajón sikerét követően Hetzel kizárólagos szerződést kötött Verne-nel: először évi három könyv megírásáról 750 frankért, később évi két regény elkészítéséért 1000 frankért. Hetzel ötlete volt a Voyages extraordinaires (Különleges utazások) sorozat életre hívása, ide 54 Verne-regény került be, kezdve visszamenőleg az Öt hét léghajón regénnyel egészen A Szahara tengere (1907) művel, amely már csak Verne halála után jelent meg könyv alakban. A kizárólagosság okán Verne regényei a Magasin d'éducation et de récréation oldalain jelentek meg folytatásban, a lap havi két kiadásban jelent meg. Félévente és évente készült könyv a művekből. A könyvek kiadója a Hetzel és fia volt.
1873-ban Pierre-Jules Hetzel átadta a kiadó vezetését fiának, Louis-Jules-nek, bár a döntésekre továbbra is befolyása maradt. Hetzel 1886. március 17-én Monte Carlóban halt meg, sírja a párizsi Montparnasse-i temetőben található
A kiadót Hetzel fia vitte tovább, majd eladta Hachette-nek.

## Magyarul
- Louisa May Alcott: A kis Rózsa hat nagynénje és hét unokaöcscse; átdolg. Lermont Stahl [Pierre-Jules Hetzel], ford. De Gerando Antonia; Légrády, Bp., 189?